# Psecacera robusta
Psecacera robusta är en tvåvingeart som beskrevs av Aldrich 1934. Psecacera robusta ingår i släktet Psecacera och familjen parasitflugor. Inga underarter finns listade i Catalogue of Life.